# Editoriale Dardo
La Editoriale Dardo è una casa editrice italiana di fumetti, fondata alla fine degli anni quaranta da Gino Casarotti. Negli anni cinquanta e sessanta ha pubblicato famose serie a fumetti realizzate dalla Essegesse come Capitan Miki, Kinowa e Il grande Blek e da altri autori come Gim Toro di Andrea Lavezzolo che raggiunsero un grande successo di vendite con tirature di centinaia di migliaia di copie venendo pubblicate anche in altri paesi europei e venendo poi, negli anni, ripetutamente ristampate.

## Storia
Casarotti, che negli anni trenta aveva lavorato nel settimanale di fumetti Jumbo, crea la Mediolanum, che presto diviene Editoriale Dardo, pubblicando dalla fine degli anni quaranta serie a fumetti come Amok, Gim Toro e Kinowa, serie che riscuotono un certo successo. Il grande successo arriva quando negli anni cinquanta inizia pubblicare le serie realizzate dalla EsseGesse, gruppo di autori che dal 1951 realizzò Capitan Miki, cui segue nel 1954 Il Grande Blek, entrambe destinate a un grande successo arrivando a stampare rispettivamente 250.000 e 400.000 copie alla settimana. Nel 1959 nasce la striscia Timbergek disegnata da Pietro Gamba e scritta da Renzo Barbieri, e l'anno dopo James Dyan. Oltre a queste, negli anni sessanta esordirono altre serie di genere avventuroso sia originali come Falco Bianco che di produzione inglese come Robin Hood o la serie antologica Collana Eroica, esordita nel 1962, la quale presentava fumetti bellici di produzione inglese, affiancata nel 1965 dalla collana Super Eroica che verrà pubblicata per oltre 700 numeri fino al 1995.
Il figlio Giuseppe prosegue il lavoro del padre dal 1972. Lo stesso anno esordì una nuova serie, Jonny Logan, di genere umoristico e satirico che riscosse un certo successo negli anni settanta ottenendo anche una trasposizione animata in televisione nel programma SuperGulp!. L'anno dopo esordì anche Undercomics, una rivista antologica che però pubblicherà solo il primo numero e per la quale era stato ideato da Silver il personaggio di Lupo Alberto, rimasto inedito quindi fino al 1974 quando esordirà sul Corriere dei Ragazzi.
Nel 1974 esordì la collana antologica I dardopocket, nata sulla scia del successo di iniziative simili di altri editori come gli Oscar Mondadori a fumetti e la collana Eureka Pocket dell'editoriale Corno; la serie ebbe vita breve ma si contraddistinse per la selezione di interessanti serie a fumetti di vario genere sia straniere che italiane, con una ottima cura editoriale e approfondimenti redazionali.
Negli anni novanta Giuseppe Casarotti riesce a coinvolgere Dario Guzzon, l'unico superstite del trio di autori noto come EsseGesse, per realizzare nuove storie degli storici personaggi di Blek e Miki sempre nel classico formato a striscia. Nell'agosto 1991, dopo anni nei quali erano state pubblicate solo serie di ristampe di personaggi ormai storici del fumetto italiano come Blek Macigno o Capitan Miki, venne presentato un nuovo personaggio, Gordon Link, ideato da Gianfranco Manfredi e nato con l'intento di emulare il successo di Dylan Dog; il tentativo ebbe però vita breve, concludendosi nel 1993.

## Personaggi e collane
Elenco parziale di personaggi e testate:
Anni cinquanta
- Gim Toro (1950-1959)
- Kinowa (1950/1953)
- Capitan Miki (1951/1967)
- Chicchirichì (1952-1958)
- Gessy - L'indian agent (1952)[33]
- Il grande Blek (1954/1967)
- Tarzanetto (1954-1961)
- Rama, l'apache (1956)

Anni sessanta
- James Dyan (1960-1961)
- Robin Hood (1961-1967)
- Dick Cheyenne (1961)
- Falco Bianco (1961-1962)
- Tipiti (1962-1963)
- Jeff Arnold (1963-1964)
- Collana Eroica (1963-1971)
- Kalar (1964-1966)
- Super Eroica (1965-1995)
- Jim Canada (1965-1966)
- Sandor (1966-1967)

Anni settanta
- Jonny Logan (1972-1978)
- Dardopocket (1974-1975)[29][30]
- PRIMA LINEA (1975)

Anni novanta
- Gordon Link[34] (1991-1993)
- Piccolo Sceriffo (1990-2004 - ristampa)
- Videomax (1995)
- Timbergek (1994, ristampa)

## Disegnatori
Elenco di alcuni disegnatori che hanno collaborato con la casa editrice
Leone Cimpellin, Antonio Canale, Carlo Ambrosini, Pietro Gamba, Giampiero Casertano, Angelo Stano, Alberto Ponticelli, Fabio Civitelli, Virgilio Muzzi, Sandro Angiolini, Gianfranco Manfredi, Paolo Ongaro, Giuseppe Dalla Santa, Michele Pepe, Antonio Terenghi, Giovanni Sinchetto, Dario Guzzon, Pietro Sartoris e Franco Bignotti.